# Ньяругуру
Ньяругуру — район (akarere) Південної провінції Руанди. Центр — місто Кібего, місце діяльності католицьких місій. Поряд розташовані заповідні ліси, населені шимпанзе.

## Поділ
Район Ньяругуру поділяється на сектори (imirenge): Цягінда, Бусанзе, Кібего, Мата, Муніні, Ківу, Нгера, Нгома, Нябімата, Нягісозі, Муганза, Ругеру, Рурамба та Русенге.